# Risto Hurme
Risto Edvard Hurme (Turku, 16 maggio 1950) è un ex pentatleta e schermidore finlandese.

## Palmarès
In carriera ha conseguito i seguenti risultati:
- Giochi olimpici:

Monaco 1972: bronzo nel pentathlon moderno a squadre.